# Polybothris subsilphoides
Polybothris subsilphoides es una especie de escarabajo del género Polybothris, familia Buprestidae. Fue descrita científicamente por Thomson en 1878.

## Distribución geográfica
Habita en la región afrotropical.